# Thrash metal
Thrash metal – gatunek muzyczny, odmiana heavy metalu, będąca połączeniem jego cech charakterystycznych i cech muzyki gatunku punk, mająca swój początek w latach 80. XX wieku w USA. Za pierwszy album thrashmetalowy uznaje się Welcome To Hell zespołu Venom. Podwaliny gatunku zostały jednakże stworzone przez Black Sabbath.
Fuzja tych dwóch gatunków dała w efekcie bardzo szybkie i brutalne kompozycje charakteryzujące się (początkowo) prostymi aranżacjami, niskimi rejestrami, agresywnym wokalem, zaawansowanymi technicznie solówkami oraz częstymi zmianami rytmu, jak i perkusji łamiącej rytm kompozycji.
Nazwa gatunku, thrash (chłostanie), nawiązuje do surowego, agresywnego brzmienia.

## Sceny regionalne

### USA
Bay Area
Najbardziej progresywny i techniczny styl thrash metalu. Razem z florydzką Tampą, Bay Area wiąże się z początkiem amerykańskiego thrash i death metalu (datowane na początek lat osiemdziesiątych).
Reprezentanci: Metallica, Slayer, Megadeth, Exodus, Testament, Forbidden, Possessed, Death Angel, Sadus, Dark Angel, Hirax, Suicidal Tendencies, Defiance, Vio-lence, Heathen.
Wschodnie wybrzeże
Widoczny większy wpływ muzyki punk rock i hardcore.
Reprezentanci: Anthrax, Overkill, Nuclear Assault, Whiplash, Gwar, Carnivore, Prong, Blood Feast.
Arizona
Reprezentanci: Flotsam and Jetsam, Sacred Reich.

### Niemiecki thrash metal (Teutonic thrash metal)
Niemiecki thrash metal jest najszybszym spośród dotychczas wymienionych.
Reprezentanci: Kreator, Sodom, Destruction, Assassin, Exumer, Tankard, Violent Force.

### Brazylijski thrash metal
W muzyce zespołów słychać naleciałości black/death metalu.
Reprezentanci: Sepultura, Sarcofago, Holocausto, Chakal, Attomica, Overdose, Korzus, Executer, MX, Sexthrash, Mutilator.

### Polski thrash metal
Reprezentanci: Kat, Turbo, Acid Drinkers, Dragon, Wolf Spider, Kreon, Virgin Snatch, Quo Vadis, Testor, Horrorscope, Alastor, Flapjack.

### Brytyjski thrash metal
Reprezentanci: Venom, Onslaught, Xentrix, Atomkraft.

### Kanadyjski thrash metal
Reprezentanci: Voivod, Razor, Annihilator, Exciter, Infernal Majesty, Sacrifice, Slaughter.

### Skandynawski thrash metal
Reprezentanci: Artillery, Hatesphere, Aura Noir, The Batallion, The Haunted, Meshuggah, Counterblast.